# 鄧肯鎮區 (密歇根州)
鄧肯鎮區（英語：Duncan Township）是位於美國密歇根州霍頓縣的一個行政鎮區。

## 地方資料
鄧肯鎮區的面積為459.90平方千米，當中陸地面積為457.10平方千米，而水域面積為2.80平方千米。根據2020年美國人口普查的數據，當地共有人口234人，而人口密度為每平方千米0.51人。